# Arina Walerjewna Martynowa

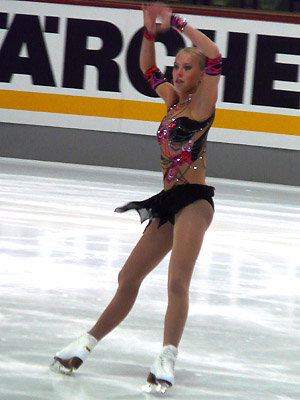
Arina Walerjewna Martynowa

Arina Walerjewna Martynowa (russisch Арина Валерьевна Мартынова, * 27. Februar 1990 in Moskau) ist eine ehemalige russische Eiskunstläuferin, die im Einzellauf startete. Als ihre sportlichen Vorbilder nannte sie die Japanerin Mao Asada und die Amerikanerin Sasha Cohen. Martynowa wurde von Marina Kudriawtsewa trainiert.

## Erfolge

### Weltmeisterschaften
- 2006 - 19. Rang
- 2007 - 16. Rang

### Juniorenweltmeisterschaften
- 2006 - 12. Rang
- 2007 - 13. Rang

### Russische Meisterschaften
- 2004 - 9. Rang
- 2005 - 8. Rang
- 2006 - 6. Rang
- 2007 - 4. Rang & 1. Rang (Junioren)
- 2009 - 7. Rang